# Championnat de France féminin de volley-ball 1982-1983
Navigation
Saison précédente Saison suivante
| \| Paris: · CASG Paris · Paris UC · Stade français · Espoirs de France Clamart Champigny-sur-Marne Lyon Mulhouse Paris Hyères Nancy Saint-André-lez-Lille Nantes \| Localisation des clubs engagés dans le championnat. |
| Paris: · CASG Paris · Paris UC · Stade français · Espoirs de France Clamart Champigny-sur-Marne Lyon Mulhouse Paris Hyères Nancy Saint-André-lez-Lille Nantes                                                           |

Le Championnat de France de volley-ball féminin, Nationale 1 1982-1983, a opposé les douze meilleures équipes françaises de volley-ball.

## Listes des équipes en compétition
| Club sportif municipal de Clamart                |
| Red Star Club de Champigny volley-ball           |
| Espoirs de France                                |
| Groupement sportif athlétique hyèrois            |
| ASUL Lyon Volley-Ball                            |
| ASPTT Mulhouse                                   |
| SLUC Nancy                                       |
| AS Saint-Joseph Nantes                           |
| Club athlétique des sports généraux Paris        |
| Paris Université Club                            |
| Union sportive volley-ball Saint-André-lez-Lille |
| Stade français                                   |

## Formule des compétitions
- Le championnat de France 1982-1983 a donc été divisé en trois parties :

1. Douze clubs (les huit de la Nationale 1 + les quatre de la poule finale de Nationale 2) ont été divisés en trois poules de quatre. Après un championnat aller et retour, les deux premiers de chaque groupe composent la Nationale A, les six autres forment la Nationale 1B.
2. Championnat normal à six clubs d'une Nationale 1A et d'une Nationale 1B
3. Les quatre premiers de la Nationale 1A jouent une poule finale (dit tournois des As) pour décerner le titre de champion de France. Les 5e et 6e de la Nationale 1A jouent une poule finale (dit tournois des As B) avec les deux premiers de la Nationale 1B. Les 3e et 4e de la Nationale 1B jouent une poule finale (dit tournois des As C) avec les 3e et 4e de la Nationale 2. Les 5e et 6e de la Nationale 1B sont rétrogradés en Nationale 2, les deux premiers de Nationale 2 montent en Nationale 1, pour la saison 1983-1984.

## Saison régulière

### Première phase
| Poule A                                                    | Poule B                                           | Poule C                                              |
| ---------------------------------------------------------- | ------------------------------------------------- | ---------------------------------------------------- |
| CSM Clamart GSA Hyères SLUC Nancy US Saint-André-lez-Lille | CASG Paris Paris UC Stade français ASPTT Mulhouse | ASU Lyon Espoirs de France RSC Champigny ASSJ Nantes |

### Troisième phase

#### Tournois des As A
| # | Équipe          | Pts | J | G | P |
| 1 | CSM Clamart (T) | 11  | 6 | 5 | 1 |
| 2 | CASG Paris      | 10  | 6 | 4 | 2 |
| 3 | Paris UC        | 9   | 6 | 3 | 3 |
| 4 | GSA Hyères      | 6   | 6 | 0 | 6 |

## Bilan de la saison
| Tableau d'Honneur |           |
| Compétition       | Vainqueur |
| Nationale 1       | Clamart   |

| Qualifications européennes 1983-1984 |            |
| Compétition                          | Qualifiés  |
| Coupe d'Europe des Clubs Champions   | Clamart    |
| Coupe des vainqueurs de Coupes       | CASG Paris |
| Coupe de la CEV                      | Paris UC   |

| Promotions et relégations |
| Relégués en Nationale 2   |
| Promu de Nationale 2      |